# فوجتش ستيبان
فوجتش ستيبان (بالتشيكية: Vojtěch Štěpán)‏ هو لاعب كرة قدم تشيكي في مركز الوسط، ولد في 8 يونيو 1985 في تشيكوسلوفاكيا. لعب مع بانيك أوسترافا وسلافيا براغ ونادي سيغما أولوموتس ونادي هراتس كرالوفه ونادي يابلونتس.

## وصلات خارجية
- فوجتش ستيبان على موقع قاعدة بيانات كرة القدم.إي يو (الإنجليزية)
- فوجتش ستيبان على موقع Soccerway.com (الإنجليزية)